# 若松島
若松島（わかまつじま）は、五島列島を構成する島の一つである。五島列島では4番目に大きな島で、奈留島と中通島の間に位置する。全島が長崎県南松浦郡新上五島町に属し、人口は 2010年国勢調査確定値時点で1,661人。

## 自然
全体は「U」字型に例えられるが、五島列島の他島と同じく海岸線は複雑なリアス式海岸である。最高峰は北東部の鳥越山で標高339.2mだが、平地に乏しく丘陵地が海岸まで迫り、高さ100m近い海食崖もある。南は五島灘、北は対馬海峡に面しており、奈留島との間は「滝ヶ原瀬戸」、中通島との間は「若松瀬戸」である。なお若松瀬戸には桐ノ小島、上中島、下中島などの小さな島が点在する。
豊かな自然が見られることから、島の北部と東部の広い範囲が西海国立公園区域内である。植生は照葉樹林でシイ、ツバキなどが多いが、海岸性のハマゴウ、ハマボウ、南方系のサキシマフヨウ、ハマジンチョウ、ルリハコベ等も見られる。地質は北部に砂岩・泥岩を主とする第三紀層の堆積岩「五島層群」が見られるが、南部は流紋岩・石英斑岩など火成岩が見られる。

## 交通
北西の漁生浦島・有福島・日島とは1979年（昭和54年）に橋と堤防道路が開通、さらに若松瀬戸に1991年（平成3年）に若松大橋が開通したことで、中通島の奈良尾港や有川港から上中島を経由して若松島まで陸路で行けるようになったが、中通島と若松島を公共交通機関で移動することはできない。
船便は五島旅客船が福江島・奈留島から定期船を運航し、若松港や島の南部の土井ノ浦港に発着している。2014年7月6日までは野母商船・博多-福江航路の下り便が若松港に寄港していたが、翌7日から船舶「太古」が代替されて若松港に寄港しなくなった。

## 歴史・民俗・産業
古くは「西島」「貝俣島」「狩俣島」と呼ばれていた。福江藩時代の安永元年（1772年-1773年）に大村藩の外海地区（現・長崎市）よりキリシタン16戸70名が移住し、現在も北部の大平教会、南部の土井ノ浦教会がある他、明治期の迫害の際に信徒が隠れ住んだ「キリシタン洞窟」が残る。
中世-近代は、島の西部は日島村、島の東部は中通島西部と併せて若松村であった。1956年（昭和31年）に2村が合併して若松町が成立、さらに2004年（平成16年）に5町の合併で新上五島町の一部となった。
起伏が激しく平地が少ない地形のため、基幹産業は漁業である。リアス式海岸で波静かな港があり、沿岸漁業も養殖業も行われている。

## 名所・観光スポット
- 龍観山展望台 - 若松港の北にある標高138mの山。若松瀬戸が一望できる[2]
- 若松神社
- カトリック土井ノ浦教会
- キリシタン洞窟